# 阿部菜々実
阿部 菜々実（あべ ななみ、2002年5月17日 - ）は、日本のシンガーソングライター、アイドル。LIIiEN(リアン)のメンバーである。パクスプエラ、ラストアイドルのメンバーとしても活動した。

## 略歴
山形県出身。2005年にステップワンに加入し、3歳からアイドル活動を始める。2006年に「いちごレッキス」加入、2008年に「rex」、2011年より「ｍImi」(ミミ）（2016年より「パクスプエラ」に改名）として活動し、2017年からは「ラストアイドル」のセンターとしても活動した。
2010年
- 10月、「キラットエンタメチャレンジコンテスト」モデル部門準グランプリ獲得[2]。

2012年
- 7月、ミュージカル「王様と私」出演（北海道・東北ブロック）[2]。

2013年
- 7月、アイドル横丁夏まつり!!〜2013〜（新木場STUDIO COAST）に、サクライケンタプロデュースのスペシャルコラボユニット「サクラィ学院」としても出演[3]。
- 9月、仙台コレクション出演[2]。

2014年
- 7月から8月にかけてAKIBAカルチャーズ劇場で行われた「デビュー直前アイドル5組新人公演〜真夏のシンデレラたち〜」で月曜日を担当[4]。
- 9月24日、mImiのメンバーとして「lucky star」でavex entertainmentからメジャーデビュー[2]。

2016年
- 3月「ｍImi」より「パクスプエラ」にグループ名変更[5]。avex trax よりシングルCD3曲をリリース[6]。

2017年
- 10月15日、テレビ朝日「ラストアイドル」(1st season） 第10回放送において挑戦者として登場。暫定メンバー立ち位置1番の間島和奏に勝利しポジション交代。 12月17日の放送でラストアイドル (1st season）全メンバーの立ち位置確定[7]。
- 12月20日、「バンドワゴン」でラストアイドル（立ち位置1番センター）としてユニバーサルミュージックジャパンよりメジャーデビュー[8]。

2018年
- 4月1日、「ラストアイドル」（2nd season）の放送で所属ユニット名が「ラストアイドル」から「LaLuce」に変更[9]になることが発表される。

2019年
- 1月25日、主演映画「がっこうぐらし!」公開[10]。
- 2月11日、ソロライブを開催。
- 4月17日発売のラストアイドル6thシングル「大人サバイバー」でセンターを務める。
- 5月、GirlsAward にモデル、アーティストとして出演。
- 8月、第57回(平成31年度) 山形花笠まつりへゲスト出演[11]。
- 9月11日発売のラストアイドル7thシングル「青春トレイン」でセンターを務める[12]。
- 9月、東京ガールズコレクション、GirlsAward にモデル、アーティストとして出演。
- 12月、ネッツトヨタ山形のイメージソング「キミと、Netz。」をプロデュース、同社のイメージガールを務める[13]。

2020年
- 1月1日、広報やまがたの表紙・インタビューに登場。
- 2月9日、ソロライブを開催。
- 3月5日、SoftBankの新サービス「5GLAB」映像コンテンツに出演。
- 4月15日発売のラストアイドル8thシングル「愛を知る」の選抜オーディションで1位に選出され、3作連続でセンターを務める[14]。また、ヤンマガ選抜にも選出され、同曲のYM盤カップリング曲「どれくらい好きになれば」を歌唱している[15]。
- 11月4日発売のラストアイドル9thシングル「何人(なんびと)も」でセンターを務める。本作ではパフォーマンスに殺陣が取り入れられており、その中での役名は「なな」である。また、同曲B盤のカップリング曲「銀河高速 渋滞中」の歌唱メンバーにも選出されている。

2021年
- 3月9日、「ななみ」名義で、自身が作詞・作曲・映像をすべて手掛けたVOCALOID楽曲をニコニコ動画へ投稿したことを発表[16]。
- 3月26日、女性ファッション誌「bis」のレギュラーモデルとなることが決定[17]。SHOWROOMでのbisレギュラーモデル争奪バトルで上位7名に選出され、編集部による最終審査の結果、グランプリを獲得した。
- 第49回衆議院議員総選挙（10月31日投開票）に向けた山形県内の投票率向上キャンペーンCMに起用される[18]。
- 12月8日発売のラストアイドル11thシングル「Break a leg!」にてセンターを務める。グループの選抜メンバーを決めるパフォーマンスバトル「ラスアイサバイブ」にて1位を獲得した。また、同曲C盤のカップリング曲「今夜は Up to you!」を歌唱するカトレアのリーダーも務めている。

2022年
- 2月20日、Valentineソロライブを開催。
- 3月1日、YouTubeチャンネル「阿部菜々実」を開設し、自作ボカロ曲「青春のアルバム」のセルフカバーを発表[19]。
- 3月9日、ラストアイドルの活動終了発表、グループ終了後はソロ活動を行うことを明言。[20]
- 3月23日、ヤマザワグループ・サンコー食品のイメージキャラクターに起用される。[21]
- 5月17日、20歳の誕生日当日にオリジナル曲「ラブソング」のMVを発表。[22]
- 6月1日、ラストアイドルの活動終了に伴い、本格的にソロ活動を開始。ファンクラブを開設。[23]
- 7月2日、全曲作詞作曲で構成された1stライブ「あの夢の先へ。」を開催。初の全国ツアー開催を発表。
- 9月24日、初の限定盤シングル「ラブソング」を発売。
- 10月7日-13日、写真展「20」をWONDER PHOTO SHOP（表参道）にて開催。
- 10月30日、「ユメノカケラ」リリースツアー初日の大阪公演にて、年内での芸能活動休止を発表[24]。
- 11月9日、1stアルバム「ユメノカケラ」を発売。全曲作詞作曲を手掛けたオリジナル曲で構成されている。[25]
- 12月31日、年内を以って芸能活動を休止。

2023年
- 10月7日、自身のXにて「ネノ」としてIDOL3.0 PROJECTに参加していたことを公表。ファイナリスト29名に残っていたが、デビューメンバー11名には選ばれなかった。[26]
- 10月20日、配信にて、フリーでの活動再開を報告。
- 12月3日、16日、ソロイベント「サイカイ」を東京・仙台にて開催[27]

2024年
- 2月10日、Valentineソロライブ「こたえあわせ？♡」を開催。
- 3月30日、新ユニット「LIIiEN(リアン)」結成を発表[28]。元ラストアイドル・LaLuceメンバーの安田愛里、鈴木遥夏とともに活動を開始。
- 5月17日、6月2日、生誕イベント「22」を東京・仙台にて開催。
- 12月6日、Christmasソロライブ「ただいま山形★」開催。

2025年
- 2月15日、Valentineソロライブ「ちゃんと好きって思ってる…？♡」を開催
- 4月12日、ソロライブ「花の便りが聞こえる」を開催
- 5月17日、生誕ライブを開催予定

## 人物
- 趣味は、ひとり(カラオケ、映画、外食)、ネイル、細かい作業、コスメ収集、動画を見ること[29]。
- 特技は、絵を描くこと、振り覚え、親指の関節が柔らかい[29]。特に色鉛筆画は、ラストアイドル公式グッズへの採用、出演するテレビ番組での紹介など、披露する機会が増えている。また、オリジナルグッズデザイン、カレンダー制作など、イラスト活動にも力を入れている[30]。
- 好きな食べ物・飲み物は、フルーツ、ビーフジャーキー、コーラなど[29]。
- 好きな色は、水色。兼任するパクスプエラでもメンバーカラーは水色である[31]。
- 身長170cm 9頭身という抜群のスタイルで、ラストアイドル挑戦時には「規格外の9頭身アイドル」と紹介された。
- 人見知りな性格であると公言しており[32]、同グループのメンバーからも普段おとなしい性格と言われている[33]。
- 尊敬するアイドルに、元℃-uteの鈴木愛理をあげており[34]、2018年5月6日の「ビバラポップ」で鈴木のサプライズ出演で共演している[35]
- 楽曲制作、ライブプロデュース、セルフカバー発表など、クリエイター、プロデューサーとしても活躍の場を広げている。[36]

### エピソード
- 「菜々実」という名前は、モーニング娘。のファンであった両親が当時のメンバー「安倍なつみ」に由来して命名した[37]。
- 高校受験を控え、周囲からアイドル活動の継続を反対されたことをきっかけとして、ラストアイドルに挑戦した。パクスプエラに所属しているが、ラストアイドルは兼任が認められていたことが応募の決め手だったと語っている[38]。
- ラストアイドル立ち位置1番へ挑戦した回では、ジャッジに指名された大森靖子が阿部の判定を下しての勝利となっている。（審査員4人の結果は大森靖子、大槻ケンヂ、竹中夏海の3人が阿部と判定。宇野常寛が当時暫定メンバー立ち位置1番の間島和奏と判定）[39]。
- 映画「がっこうぐらし!」では演技初挑戦ながら主演に抜擢された。その理由として監督の柴田一成は「LaLuceのセンターという華と立ち姿の美しさ」を挙げており、撮影後は「動きのキレが良く、シャベルを振るとカッコいい。彼女が胡桃で本当に良かった。」と称賛している[40]。
- 2020年新型コロナ自粛期間中に、「パソコンも出来ず、楽器も何も弾けず、知識もない」[41]状態から独学で楽曲制作を開始し、翌年オリジナルのボカロ楽曲を発表。現役アイドル、現役高校生でありながら、ボカロPデビューを果たした。その後、自作曲のセルフカバーを発表し、シンガーソングライターとしても活動を始めている。
- YouTuberカジサックの大ファンであり、「全クリエーターの中で1番好き」と発言している。[42]

## 作品

### シングル
|   | リリース日    | タイトル   | 販売形態 | 規格品番   | 形態        | 備考                                       |
| - | ------------- | ---------- | -------- | ---------- | ----------- | ------------------------------------------ |
| 1 | 2022年9月24日 | ラブソング | CD       | ARCCD-1001 | DEMO SINGLE | ライブ会場やオンラインショップでの限定販売 |

### アルバム
|   | リリース日    | タイトル     | 販売形態 | 規格品番   | 形態       | 備考                                                                       |
| - | ------------- | ------------ | -------- | ---------- | ---------- | -------------------------------------------------------------------------- |
| 1 | 2022年11月9日 | ユメノカケラ | CD+DVD   | ARCCD-1002 | 初回限定盤 | 2022年7月2日に新宿ReNYにて開催された 1st LIVE 「あの夢の先へ。」の映像収録 |
| 1 | 2022年11月9日 | ユメノカケラ | CD       | ARCCD-1003 | 通常盤     |                                                                            |

### 配信限定シングル
|   | リリース日    | タイトル                   | 販売形態               |
| - | ------------- | -------------------------- | ---------------------- |
| 1 | 2024年2月17日 | こたえさがし               | デジタル・ダウンロード |
| 2 | 2024年2月17日 | 出会えてしまったから！     | デジタル・ダウンロード |
| 3 | 2025年4月13日 | ちゃんと好きって思ってよ！ | デジタル・ダウンロード |

### ミュージックビデオ
| 公開日        | タイトル                   | 備考                                                 |
| ------------- | -------------------------- | ---------------------------------------------------- |
| 2022年3月1日  | 青春のアルバム             | 自作ボカロ曲をセルフカバー                           |
| 2022年5月17日 | ラブソング                 | 作詞作曲歌唱だけでなく映像監督、編集を自身で手掛ける |
| 2024年2月17日 | こたえさがし               | 作詞作曲歌唱                                         |
| 2025年4月9日  | ちゃんと好きって思ってよ！ | 作詞作曲・映像監督編集を自身で手掛ける               |

### VOCALOID楽曲
| 公開日        | タイトル                                     |
| ------------- | -------------------------------------------- |
| 2021年3月8日  | あの夢と同じように                           |
| 2021年3月8日  | 青春のアルバム                               |
| 2021年4月1日  | ずっと。                                     |
| 2021年8月16日 | カケラ                                       |
| 2021年8月16日 | あの夏の君を思い出して、僕は走りたくなった。 |

## 出演

### テレビ番組
- ラストアイドル（テレビ朝日）
  - （2017年10月15日） - ラストアイドル 挑戦者として出演。暫定メンバー立ち位置1番 間島和奏 と対戦勝利しポジション交代
  - （2017年10月22日 - 12月17日） - ラストアイドル 暫定メンバー立ち位置1番として出演
  - （2018年1月14日 - 4月1日） - ラストアイドルセンターとして出演
  - （2018年10月7日 - 2022年3月26日） - ラスアイ、よろしく！
- ミュージックステーション（テレビ朝日）
  - （2019年5月17日） - ラストアイドルとして「大人サバイバー」を披露
  - （2019年8月30日） - ラストアイドルとして「青春トレイン」を披露
  - （2020年7月24日） - ラストアイドル選抜メンバーとして「愛を知る」を披露
  - （2020年11月13日）- ラストアイドル選抜メンバーとして「何人も」を披露
  - （2021年4月30日）- ラストアイドルとして「君は何キャラット？」を披露
- くりぃむクイズ ミラクル9（2020年5月20日、テレビ朝日） - 有田ナイン解答者として出演
- ラスアイ ヤンマガ選抜☆ベストショットTV（2020年9月5日、テレ朝チャンネル1）[43]
- ラスアイ阿部菜々実のななみんとライブする？（2022年2月20日、テレ朝チャンネル1）[44] - ラスアイサバイブ優勝の記念特番。ラストアイドルメンバーとのライブステージを企画・プロデュース

### ウェブテレビ
- ラストアイドル in AbemaTV（2018年6月3日 - 8月26日、AbemaTV） - LaLuceとして出演
- UDAGAWA BASE オープン特番（2019年4月17日、AbemaTV）[45]
- スカパー! 朝のTwitterドラマ「自転車の鍵」（2019年7月15日 - 19日[注 1]、スカパー!公式Twitter） - 主演

### 映画
- がっこうぐらし!（2019年1月25日） - 主演：恵飛須沢胡桃 役[46]

### ファッションイベント
- GirlsAward（幕張メッセ）
  - 2019 SPRING/SUMMER（2019年5月18日） - ランウェイデビュー[47]、ラストアイドルとしてもパフォーマンスを披露
  - 2019 AUTUMN/WINTER（2019年9月28日） - モデル出演[48]、ラストアイドルとしてもパフォーマンスを披露
- 東京ガールズコレクション
  - 2019 AUTUMN/WINTER（2019年9月7日、さいたまスーパーアリーナ） - モデル出演[49]、ラストアイドルとしてもパフォーマンスを披露

### CM
- KDDIケーブルプラス (CATV)（2019年4月）
- ネッツトヨタ山形（2020年1月 - 2021年12月）
- ドラゴンエッグ（2020年4月）
- サンコー牛乳（2020年4月 - 2023年3月）
- 第49回衆議院議員総選挙（山形県）（2021年10月）[50]

### ラジオ
- MAGIC（2020年4月22日 - 2022年12月16日 エフエム山形）- 毎月第4水曜日「阿部菜々実 ナナミナラジオ」を担当[51][注 2][52]。

### ライブ
- 阿部菜々実 1st LIVE 〜あの夢の先へ。～ （2022年7月2日 新宿ReNY）
- 1st DEMO SINGLE「ラブソング」発売記念ワンマンライブ（2022年9月24日  赤羽ReNY）
- 1st ALBUM「ユメノカケラ」Release Tour（2022年10月30日～12月30日 全国6ヶ所）
- Solo Event「サイカイ」（2023年12月3日 恵比寿The Garden Room）（2023年12月16日 仙台retro Back Page）
- Valentine Event「こたえあわせ？♡」（2024年2月10日 下北沢シャングリラ）
- 生誕祭「22」（2024年5月17日 東京GRACE BALI銀座）（2024年6月2日 仙台retro Back Page）
- Christmas Solo Live ～ただいま山形★～ （2024年12月6日 ミュージック昭和Session）
- Valentine Solo Live「ちゃんと好きって思ってる…？♡」（2025年2月15日 ミュージック昭和Session）
- 阿部菜々実 Solo Live 〜花の便りが聞こえる〜 （2025年4月12日 初台DOORS）

## 書籍

### 雑誌連載
- bis（2021年6月 - 2022年6月）- レギュラーモデルとして誌面出演[17]

### 写真集
- 写真集「NANA20」（2022年12月28日） - オンラインショップでの限定発売。デジタル版あり。